# 潇湘一卡通
潇湘一卡通简称潇湘卡，为目前长沙城市一卡通的品牌名称，目前，该卡由湖南潇湘一卡通科技有限公司发行并运营。
潇湘卡·公共交通卡按照交通部统一标准制卡并发行，此卡在交通领域实现了长沙公交、长沙地铁、磁浮快线等公共交通领域一卡通行，并可在全国具有“交通联合”标识的城市交通工具上使用。其中，乘坐长沙公交可享7折优惠，乘坐地铁、磁悬浮可享9折优惠。
潇湘一卡通目前支持手机NFC充值，以及在长沙银行、渤海银行、天福超市、长沙市政务服务中心以及侯家塘站和六沟垅站两个地铁站的自营网点进行办卡和充值。

## 历史
2018年9月19日，湖南潇湘支付有限公司正式发行潇湘卡·公共交通卡。
2019年5月1日起，长沙交通集团、长沙轨道交通集团和长沙磁浮快线正式停发现有湘行一卡通卡和地铁储值卡，统一对外发行潇湘卡·公共交通卡。
2019年6月1日，长沙磁浮快线正式支持使用潇湘卡·公共交通卡，并享受9折票价优惠。
2019年9月28日，潇湘卡·公共交通卡正式上线Huawei Pay，此卡可在长沙市域内使用，并享受长沙市公共交通优惠。
2019年11月19日，潇湘卡·公共交通卡正式上线OPPO钱包。此卡可享受优惠等同实体卡。
2020年9月28日，潇湘卡·公共交通卡正式上线Apple Pay。
2021年9月29日，湖南潇湘支付有限公司将其公共交通业务划转至其全资子公司湖南潇湘一卡通科技有限公司。

## 卡种

### 潇湘卡·公共交通卡
潇湘卡·公共交通卡仅适用于交通领域，分为记名卡和不记名卡，但湖南潇湘一卡通科技有限公司不发行特种卡，长沙市内的学生卡、爱心卡和敬老卡类仍由长沙交通集团发行湘行一卡通特种卡。
| 卡种     | 卡种   | 是否记名 | 备注                                                                                           |
| -------- | ------ | -------- | ---------------------------------------------------------------------------------------------- |
| 记名卡   | 记名卡 | 是       | 办理时，持卡人需提供本人有效身份证件原件及相关资料办理。工本费10元。 此卡可挂失，可退卡。      |
| 不记名卡 | 普通卡 | 否       | 此类卡片工本费10元，不记名、不挂失、不可退卡。                                                 |
| 不记名卡 | 纪念卡 | 否       | 此类卡片均不可退卡、不记名、不挂失。工本费不定。                                               |
| 不记名卡 | 虚拟卡 | 否       | 此类卡片为湖南潇湘一卡通科技有限公司与各手机厂商合作开发的功能，在长沙市内可等同于实体卡使用。 |

### 多用途潇湘卡
多用途潇湘卡（即潇湘乐福卡，下文统一称为潇湘乐福卡）由湖南潇湘支付有限公司发行，此类卡同样分为记名卡和不记名卡，可在授权特约商家处消费，目前仅提供电子卡。卡片原则上不挂失、不提现、不透支、不计息、不赎回。目前，用户可在潇湘一卡通APP上申请此类卡片。